# NGC 514
NGC 514 là một thiên hà xoắn ốc trung gian có độ sáng thấp nằm trong xích đạo thiên cầu của chòm sao Song Ngư, cách Dải Ngân hà 83 triệu năm ánh sáng. Thiên hà này được nhà thiên văn học William Herschel phát hiện vào ngày 16 tháng 10 năm 1784. Phân loại hình thái học của NGC514 này là SAB(rs)c, cho thấy nó có một hệ thống thanh xoắn ốc yếu ở lõi (SAB), hình thành vòng không hoàn chỉnh xung quanh thanh (rs), và một phần các nhánh xoắn ốc xoắn lỏng lẻo (c). Thiên hà này có một hạt nhân H II với một vùng mở rộng hiển thị các vạch phát xạ yếu trong phạm vi quang học, nhưng không hiển thị trong vùng hồng ngoại gần. Lỗ đen siêu lớn nghi ngờ ở lõi có khối lượng ước tính là 32×106 M☉.
Vào tháng 10 năm 2020, một siêu tân tinh loại Ia là 2020uxz đã được phát hiện trong NGC 514.